# Försvarets fanfest

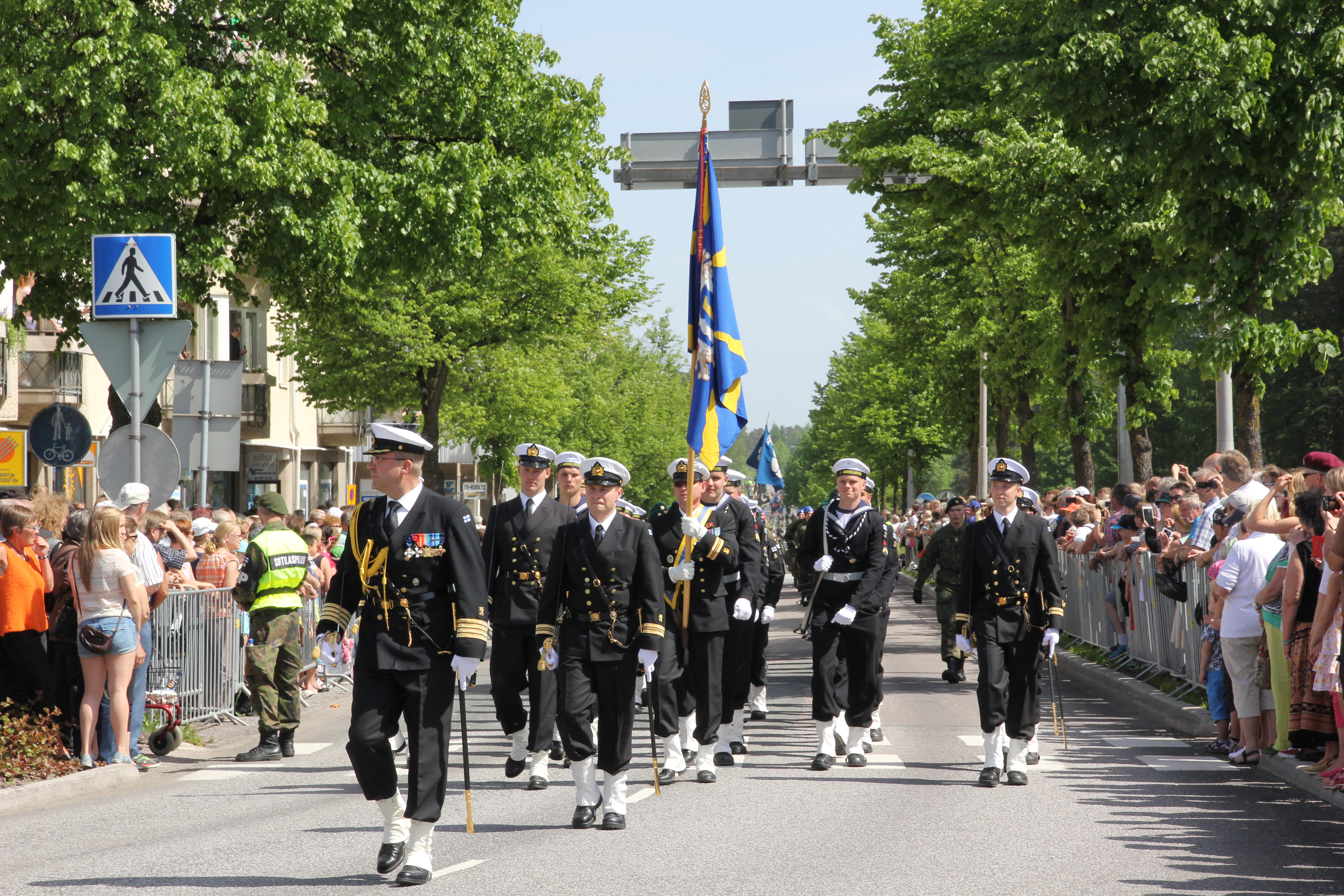
Parad på försvarets fanfest år 2014.

Försvarets fanfest är en festdag för det finländska försvaret som firas på marskalk Gustaf Mannerheims födelsedag den 4 juni. Dagen är en officiell flaggdag i Finland. Försvarets fanfest firas årligen med en militärparad på varierande ort. Till traditionen hör också att republikens president befordrar militärer och reservister, samt utdelning av olika förtjänsttecken.

## Historia
Försvarets fanfest firades ursprungligen de 16 maj, på årsdagen av den vita arméns segerparad den 16 maj 1918 i Helsingfors. Efter vinterkriget beslöt man att sluta fira de vitas seger den 16 maj, eftersom man ville markera att folket stod enat. Finland började istället uppmärksamma De stupades dag den tredje söndagen i maj och fira försvarets fanfest på Gustaf Mannerheims födelsedag den 4 juni. Första gången fanfesten firades den 4 juni var år 1942 då marskalken fyllde 75 år. Sedan år 1947 är dagen en officiell flaggdag.